# Gérard Hérold
Pour les articles homonymes, voir Herold.
Gérard Hérold, né le 10 septembre 1939 à Mulhouse et mort le 19 août 1993 à Paris est un acteur français.

## Biographie
Gérard Hérold fait ses premiers pas d'acteur en 1966 dans le feuilleton Thierry la Fronde et, l'année suivante, il incarne Roland Sénéchal aux côtés de Geneviève Fontanel dans La Vie commence à minuit.  En 1973, il est le héros dans Les Fraises d'automne et le roi Alphonse V dans le feuilleton Le Secret des Flamands avec Isabelle Adjani et Jean-Claude Dauphin. Édouard Molinaro l'engage en 1975 pour le rôle de Delorme dans son film Le Téléphone rose avec Mireille Darc, Michel Drach pour Parlez-moi d'amour, Pierre Granier-Deferre pour Adieu, poulet avec Lino Ventura  et José Giovanni pour Comme un boomerang avec Alain Delon.
Philippe Monnier donne en 1977 à Gérard Hérold le rôle de Bill aux côtés de Claude Brasseur dans Monsieur Papa et Robert Lamoureux le rôle du commandant Gilles dans La Septième Compagnie au clair de lune. Autres rôles dans Mort d'un pourri avec Alain Delon et l'interprétation d’Alain Valdez dans les deux films de Molinaro avec Marie-Hélène Breillat, Claudine s'en va et Claudine en ménage.
Dans les années 1980, Alain Delon l'engage pour ses films Pour la peau d'un flic et Le Battant. Dans la série allemande Lindenstraße de Hans W. Geißendörfer, Gérard Hérold suivit le rôle de Frédéric de Pasquale, Jean-Luc Mourrait, l'amant de Tanja Schildknecht (Sybille Waury). Son dernier rôle, Patrick, il le joue en 1991 aux côtés de Gérard Depardieu dans Mon père, ce héros de Gérard Lauzier.
Sa voix est connue à travers de nombreux documentaires, films institutionnels et publicités.
Il meurt soudainement d'une crise cardiaque le 19 août 1993 dans 10e arrondissement de Paris.
Le cinéma français retient de lui son efficacité dans les emplois de crapule élégante et lâche, dandy du crime payant souvent de sa vie.

## Filmographie

### Cinéma
- 1975 : Parlez-moi d'amour de Michel Drach
- 1975 : Le téléphone rose d'Édouard Molinaro : Jacques Delorme
- 1975 : Adieu poulet de Pierre Granier-Deferre : l'inspecteur Moitrier
- 1976 : Comme un boomerang de José Giovanni
- 1977 : Monsieur Papa de Philippe Monnier
- 1977 : La Septième Compagnie au clair de lune de Robert Lamoureux
- 1977 : L'Imprécateur de Jean-Louis Bertuccelli
- 1977 : Mort d'un pourri de Georges Lautner
- 1979 : Ciao, les mecs de Sergio Gobbi
- 1980 : T'inquiète pas, ça se soigne de Eddy Matalon
- 1981 : Madame Claude 2 de François Minet
- 1981 : Pour la peau d'un flic d'Alain Delon
- 1982 : Si elle dit oui... je ne dis pas non de Claude Vital
- 1982 : Polar de Jacques Bral
- 1982 : Le Battant d'Alain Delon
- 1982 : Une jeunesse de Moshé Mizrahi
- 1983 : La Triche de Yannick Bellon
- 1983 : Retenez-moi... ou je fais un malheur ! de Michel Gérard
- 1988 : À deux minutes près de Éric Le Hung
- 1988 : Thank you Satan d'André Farwagi
- 1989 : Rouget le braconnier de Gilles Cousin
- 1991 : Mon père, ce héros de Gérard Lauzier

### Télévision
- 1966 : Thierry la Fronde de Pierre Goutas
- 1976 : Un jeune homme rebelle téléfilm réalisé par Paul Seban
- 1978 : Claudine s'en va d'Édouard Molinaro
- 1978 : Gaston Phébus, feuilleton télévisé de Bernard Borderie
- 1978 : Madame le juge, épisode Le Dossier Françoise Muller d’Édouard Molinaro : Georges
- 1979 : Histoires de voyous : Les Marloupins de Michel Berny
- 1980 : Petit déjeuner compris - Feuilleton en 6 épisodes de 52 min - de Michel Berny
- 1980 : La Traque - Feuilleton en 4 épisodes de 56 min - de Philippe Lefebvre : Nicolas Muller
- 1982 : Les yeux pour pleurer d'André Cayatte
- 1984 : Billet doux de Michel Berny - série télévisée
- 1989 : Le Saint, de Marijan David Vajda (épisode : " Faux Numéro") : Georges Millas
- 1990 : Les Cinq Dernières Minutes de Patrick Bureau, épisode : Hallali

## Théâtre
- 1966 : Électre de Sophocle, mise en scène Antoine Vitez, Théâtre-Maison de la culture de Caen, tournée
- 1966 : Se trouver de Luigi Pirandello, mise en scène Claude Régy, Théâtre Antoine
- 1968 : Le Dragon d'Evgueni Schwarz, mise en scène Antoine Vitez, Comédie de Saint-Étienne, Maison de la Culture de Grenoble, Maison de la Culture de Bourges
- 1970 : Le Précepteur de Jacob Lenz, mise en scène Antoine Vitez, Théâtre de l'Ouest parisien
- 1970 : Ce soir on improvise de Luigi Pirandello, mise en scène Gérard Vergez, Festival d'Avignon
- 1978 : Les Rustres de Carlo Goldoni, mise en scène Claude Santelli, Théâtre de la Michodière
- 1982 : Les Rustres de Carlo Goldoni, mise en scène Claude Santelli, Eldorado
- 1984 : L'Illusion comique de Corneille, mise en scène Giorgio Strehler, Théâtre de l'Odéon
- 1985 : L'Illusion comique de Corneille, mise en scène Giorgio Strehler, Théâtre de l'Odéon
- 1986 : L'Amuse-gueule de Gérard Lauzier, mise en scène Pierre Mondy, Théâtre du Palais-Royal